# Mesochorus jugicola
Mesochorus jugicola är en stekelart som beskrevs av Gabriel Strobl 1904. Mesochorus jugicola ingår i släktet Mesochorus och familjen brokparasitsteklar. Arten är reproducerande i Sverige. Inga underarter finns listade i Catalogue of Life.